# 凛 (工藤静香のアルバム)
『凛』（りん）は、工藤静香の17枚目のスタジオ・アルバム。2017年8月30日にポニーキャニオンから発売された。工藤のソロ・デビュー30周年を記念したアルバムである。

## 概要
本作は、2005年6月1日にリリースされた16枚目のアルバム『月影』から12年3か月ぶり、待望の新作となる。初回盤と通常盤の2形態で発売され、それぞれジャケットが異なっている。
作曲に玉置浩二、松本孝弘等を迎え、作詞はデビュー当時から長年のタッグを組んできた松井五郎や、今回初めて作詞を依頼した伊集院静などが参加している。作詞・作曲では岸谷香、まふまふ、吉田山田などバラエティに富んだアーティストからの初提供を受け、更にkōki,との親子共作となる楽曲も3曲含まれており、デビュー30周年を彩るに相応しい作品に仕上がった。工藤自身が「応援してきてくれた人たちへの感謝の気持ちを示すためにも、全てゼロから作った曲で構成したかった」と話しているように、シングル楽曲は一切含まれておらず、完全未発表・書き下ろしの楽曲による新曲で構成された収録内容となっている。その為、本作発売以前にリリース済であるシングル『NIGHT WING/雪傘』（2008年の20周年記念時発売）と『キミがくれたもの』（2012年の25周年記念時に発売）の楽曲はいずれも未収録となっている。
前述のまふまふ及び「Special Movie」制作者は、ニコニコ動画で活躍するアーティストである。

### パッケージ仕様
本作は特典2DVD付初回限定盤と通常盤CDの2形態で発売された。
初回限定盤はCD+2DVDの3枚組となっており、全37曲のミュージック・ビデオ(MV)が収録されている。その内訳は以下の通り。
VHSビデオクリップ集『female I〜VI』 全6シリーズ収録MV映像計28曲（「Poison Kiss」、「in the sky」の2曲は未収録）
『Shizuka Kudo 20th Anniversary the Best』初回盤収録MV4曲
「NIGHT WING/雪傘」2曲のショート・ミュージック・クリップ
「鋼の森」、「かすみ草 」、「禁忌と月明かり」3曲のSpecial Movie（イメージアニメ）

### 映像作品
同年12月20日には、9月16日にZepp Diver City東京にて開催されたデビュー30周年記念ライブの模様を映像化したDVD『Shizuka Kudo 30th Anniversary Live ″凛″』が発売された。『凛』の収録曲を中心に数多のヒット曲を織り交ぜた工藤の集大成とも言えるステージが展開されている。

## 収録曲
1. 鋼の森
作詞：愛絵理 / 作曲：kōki, / 編曲：澤近泰輔
2. かすみ草
作詞：愛絵理 / 作曲：kōki, / 編曲：澤近泰輔
3. 蜜と棘 
作詞：伊集院静 / 作曲：松本孝弘 / 編曲：Yukihide"YT"Takiyama
4. Junk 
作詞：岸谷香・木村ウニ / 作曲：岸谷香 / 編曲：Naoki Itai
5. ほとり
作詞：松井五郎 / 作曲：玉置浩二 / 編曲：松浦晃久
6. 禁忌と月明かり
作詞・作曲：まふまふ / 編曲：三矢禅晃・まふまふ
7. 針
作詞・作曲：吉田山田 / 編曲：涌井啓一
8. どうせなら
作詞・作曲：澤近立景 / 編曲：松浦晃久
9. Time after time
作詞：松井五郎 / 作曲：kōki, / 編曲：澤近泰輔

## 初回限定盤同梱 2DVD

### Disc 1
1. メタモルフォーゼ
『female』収録映像。
2. Again
『female』収録映像。
3. ぼやぼやできない
『female』収録映像。
4. Please
『female』収録映像。
5. めちゃくちゃに泣いてしまいたい
『female』収録映像。
6. 千流の雫
『female』収録映像。末尾には『female』エンドクレジットも収録。
7. うらはら
『female II』収録映像。
8. 声を聴かせて
『female II』収録映像。
9. 慟哭
『female II』収録映像。
10. わたしはナイフ
『female II』収録映像。
11. あなたしかいないでしょ
『female III』収録映像。
12. Blue Rose
『female III』収録映像。
13. Jaguar Line
『female III』収録映像。
14. naked love
『female III』収録映像。「Jaguar Line」のカップリング曲。
15. 夢
『female III』収録映像。アルバム『Expose』収録曲。
16. Ice Rain
『female IV』収録映像。
17. Moon Water
『female IV』収録映像。
18. さぎ草
『female IV』収録映像。アルバム『Purple』収録曲。
19. 7
『female IV』収録映像。

### Disc 2
1. 蝶
『female V』収録映像。
2. 優
『female V』収録映像。
3. 激情
『female V』収録映像。
4. Blue Velvet
『female V』収録映像。
5. カーマスートラの伝説
『female VI』収録映像。
6. 雪・月・花
『female VI』収録映像。
7. きらら
『female VI』収録映像。
8. 一瞬
『female VI』収録映像。
9. Blue Zone
初収録。
10. Lotus -生まれし花-
『Shizuka Kudo 20th Anniversary the Best』初回盤収録映像。
11. 心のチカラ
『Shizuka Kudo 20th Anniversary the Best』初回盤収録映像。
12. Clāvis -鍵-
『Shizuka Kudo 20th Anniversary the Best』初回盤収録映像。
13. 雨夜の月に
『Shizuka Kudo 20th Anniversary the Best』初回盤収録映像。
14. NIGHT WING
1コーラス分のみのショートクリップ。
15. 雪傘
1コーラス分のみのショートクリップ。

### Special Movie
1. 鋼の森
Artwork：紺色 / Movie：まきのせな
2. かすみ草
Artwork：蜂蜜ハニィ / Movie：まきのせな
3. 禁忌と月明かり
Artwork：AREN / Movie：ke-sanβ

## Shizuka Kudo 30th Anniversary Live ″凛″

### Disc 1
1. Blue Rose
2. Jaguar Line
3. どうせなら
4. 蜜と棘
5. FU-JI-TSU
6. 夏がくれたミラクル
7. パッセージ
8. 証拠をみせて
9. くちびるから媚薬
10. セレナーデ
11. MUGO・ん…色っぽい
12. 群衆
13. 黄砂に吹かれて
14. 雪・月・花
15. 慟哭

### Disc 2
1. 哀しみのエトランゼ
2. 禁断のテレパシー
3. 愛が痛い夜
4. 震える1秒
5. 嵐の夜のセレナーデ
6. かすみ草
7. 恋一夜
8. メタモルフォーゼ
9. Junk
10. 禁忌と月明かり
11. 針
12. 鋼の森
13. 嵐の素顔 (ENCORE)
14. 永遠の防波堤 (ENCORE)
15. Blue Velvet (ENCORE)
16. 声を聴かせて (ENCORE)